# Orano (azienda)

Il logo di Areva (2001-2017)

Orano (ex Areva) è una multinazionale francese che opera nel campo dell'energia, specialmente quella nucleare. "Areva" è stata fondata nel 2001, per riunire insieme tutte le attività nucleari (ciclo del combustibile, reattori nucleari, ecc.) sotto un'unica grande azienda. Nel 2017, a seguito di un piano di ristrutturazione, "Areva" cede diverse attività e filiali per riconcentrarsi sul ciclo del combustibile nucleare e cambia nome in "Orano".
Le sue attività sono principalmente legate all'energia nucleare: estrazione mineraria dell'uranio, ciclo del combustibile nucleare, concentrazione, raffinazione, conversione e arricchimento dell'uranio, fabbricazione di assemblaggi di combustibile nucleare, trasporto del combustibile e trattamento del combustibile usato, smantellamento nucleare e gestione dei rifiuti radioattivi.
Areva è stata molto attiva nelle sponsorizzazioni sportive: Défi Areva (America's Cup 2003), Areva Challenge (America's Cup 2007), 1. FC Nürnberg (2008-2012), Meeting Areva (2009-2015), ecc.

## Storia
Il gruppo Areva è stato creato il 3 settembre 2001, con il raggruppamento delle due aziende principali del settore dell'energia nucleare detenute maggioritariamente (direttamente o indirettamente) dalla società CEA-Industrie (nome precedente di Areva):
- Cogema (Compagnie Générale des Matières Nucléaires), creata nel 1976 per riprendere l'essenziale delle attività della precedente direzione di produzione del CEA: esplorazione mineraria, arricchimento dell'uranio e trattamento dei combustibili usati;
- Framatome, creata nel 1958, che era uno dei leader mondiali nella progettazione e costruzione di centrali nucleari, di combustible nucleare e di fornitura di servizi associati a queste attività; Framatome ha poi creato nel 2001 con Siemeng AG la società Framatome ANP (detenuta al 66% da Framatome e al 34% da Siemens) per fondere le attività nucleari dei due gruppi.

Le filiali di CEA Industrie (filiale del Commissariat à l'énergie atomique): Cogema (diretta da Anne Lauvergeon), Framatome e Technicatome si fondono in una nuova società chiamata "Topco", tre mesi dopo quest'ultima è rinominata "Areva".
Il 1º marzo 2006, Areva diventa il marchio unico di tutte le filiali di primo piano del gruppo: Cogema adotta il nome commerciale di Areva NC, Framatome ANP quello di Areva NP e Technicatome quello di Areva TA.
Negli anni 2000, nell'ambito del rilancio dell'energia nucleare in Italia e della joint-venture "Sviluppo Nucleare Italia Srl" tra Électricité de France e Enel, Areva avrebbe dovuto realizzare fino a 4 reattori nucleari EPR in Italia. Il programma nucleare italiano è stato poi accantonato a seguito dei referendum abrogativi del 2011. Nel 2010, "Areva T&D" è venduta ad Alstom e Schneider Electric.
In seguito a delle difficoltà economiche, imputate soprattutto alla costruzione del nuovo reattore EPR in Finlandia, Areva è riorganizzata, in vista di un piano di salvataggio, aumento di capitale, ristrutturazione e cessione di filiali per evitare il fallimento. Tutte le attività legate alle energie rinnovabili di "Areva Renouvelables" sono state fermate o vendute (Adwen a Gamesa) tra il 2016 e l'inizio del 2017; nel luglio 2016 è ceduta la filiale "Canberra" di misurazioni nucleari e di strumenti di rilevamento di radiazioni al gruppo industriale Mirion Technologies, Inc.
Nel 2017 il gruppo Areva è riorganizzato in due nuove newco: la vecchia "Areva S.A." (per completare la centrale nucleare di Olkiluoto), la nuova "New Areva" (o "NewCo", per raggruppare tutte le attività legate al ciclo del combustibile nucleare) e "New NP" (per le attività legate ai reattori nucleari).
Nel marzo 2017 è completata la cessione di "Areva TA", i nuovi azionisti sono l'APE (50,32%), il CEA (20,32%), Naval Group (20,32%) e EDF (9,03%); "Areva TA" riprende anche il suo vecchio nome: Technicatome. Questa operazione fa parte delle 4 principali cessioni di Areva, insieme a quelle già effettuate di "Canberra" (misure nucleari, a Mirion Technologies) ed "Adwen" (eolico in mare, a Gamesa) e quella successiva di "Areva NP".
Nel dicembre 2017 è finalizzata la cessione del capitale di «New NP» ad EDF che diventa l'azionista maggioritario dell'azienda con il 75,5%; Mitsubishi Heavy Industries e Assystem possiedono rispettivamente il 19,5% e il 5%; nel gennaio 2018, «New NP» diventa Framatome.
Il 23 gennaio 2018 "New Areva", "Areva Mines", "Areva NC", "Areva Projets" e "Areva Med" sono rinominate rispettivamente "Orano", "Orano Mining" (estrazione mineraria dell'uranio) e "Orano Cycle" (ciclo del combustibile nucleare), "Orano Projets" (ingegneria nucleare) e "Orano Med" (medicina nucleare).
Nel maggio 2023 Orano e il governo del Niger hanno siglato un accordo di 
partenariato globale per l'estrazione dell'uranio, che prorogava fino al 2040 il monopolio vigente da 50 anni. Al 2019, Areva realizzava la maggior parte dei suoi profitti in Niger, da cui esportava il 40% della sua produzione globale di uranio. Nel 2010 corrispose al Niger il 13% del valore esportato.

## Attività
Areva (2001-2017) era un'azienda leader nel campo dell'energia nucleare ed era l'unica presente in ogni attività industriale ad essa connessa: miniere, chimica, arricchimento, combustibili, ingegneria, propulsione nucleare e reattori, trattamento, riciclaggio, stabilizzazione e stoccaggio delle scorie nucleari.

### Reattori

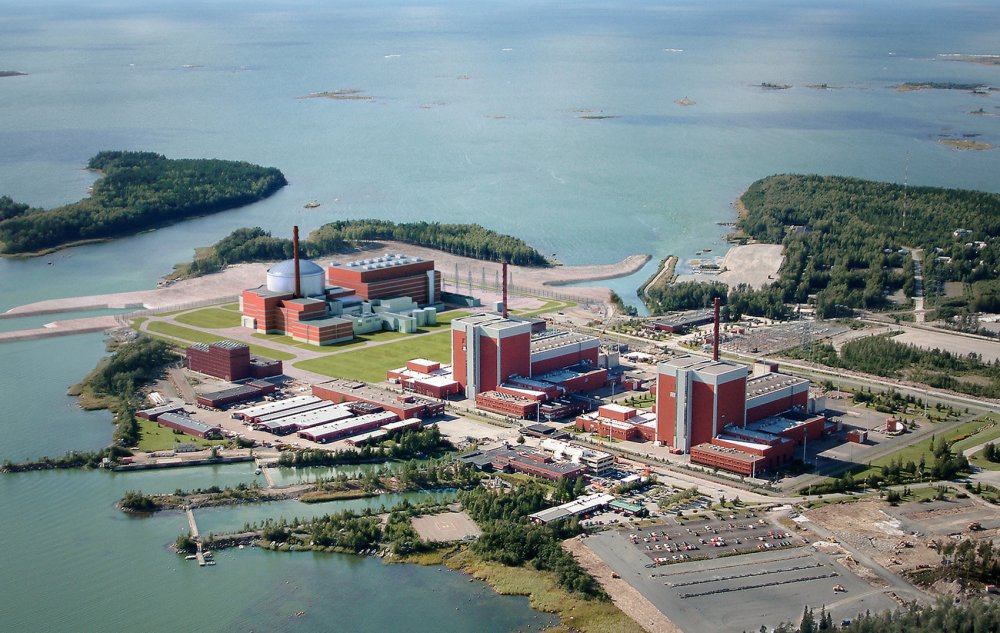
Il primo reattore EPR in costruzione nella centrale nucleare di Olkiluoto. Sulla destra i due vecchi reattori; sulla sinistra la simulazione grafica del futuro EPR.

Sono tre le tipologie di reattore nucleare di III generazione che facevano capo alla multinazionale Areva: due (Kerena e Atmea1) sono in fase di progettazione e uno (il reattore nucleare europeo ad acqua pressurizzata o EPR) è in fase di avanzata costruzione in Finlandia (centrale nucleare di Olkiluoto), in Francia (centrale nucleare di Flamanville) e in Cina (centrale nucleare di Taishan).

#### Kerena
KERENA (ex "SWR 1000"), un reattore nucleare ad acqua bollente da 1.290 MWe di III+ generazione, in progettazione insieme ad E.ON.
Il progetto proviene dallo sviluppo del reattore del Gundremmingen Nuclear Power Plant, con notevole apporto di know-how tedesco e con utilizzo dell'esperienza operativa maturata con i reattori Boiling water reactor di seconda generazione, al fine di semplificare l'ingegnerizzazione dei sistemi.
Il reattore, secondo la Areva, offrirà una miglior sicurezza, con l'implementazione di sistemi di sicurezza intrinseca, con lo sfruttamento di fenomeni fisici passivi come la convezione, la gravità e la resistenza alla alte temperature. Il progetto prevede una operatività semplificata e la produzione di volumi più ridotti di scorie nucleari.
Viene utilizzato del combustibile fissile ad alto burnup, che permette un intervallo di funzionamento di due anni tra due rifornimenti di combustibile.
A progetto ultimato è prevista una vita operativa di circa 60 anni. Il design semplificato e standardizzato promette una riduzione dei costi in conto capitale e l'accorciamento dei tempi di costruzione, che si prevedono inferiori ai 48 mesi.

#### Atmea1
ATMEA1 è un reattore nucleare ad acqua pressurizzata da 1.150-1.200 MWe, di III+ generazione, in progettazione insieme a Mitsubishi Heavy Industries nella joint venture ATMEA.

### Impianto di arricchimento dell'uranio Georges Besse II
Sul sito di Tricastin, il 9 dicembre 2009, Areva ha testato con successo un impianto di arricchimento dell'uranio con il metodo della centrifugazione.
L'impianto Georges-Besse II, costato circa 3 miliardi di euro, andrà a sostituire l'attuale impianto Georges-Besse I (ex Eurodif, posto nel medesimo sito), che utilizza la tecnica della diffusione gassosa e che fornisce combustibile nucleare per un centinaio di reattori nel mondo.

## Presenza geografica
Nel mondo, il Gruppo Areva ha una presenza industriale in 40 Paesi, mentre la sua rete commerciale raggiunge più di 100 Paesi. Impiega 58.000 persone per un ricavo consolidato di 10,863 miliardi di Euro. È socio fondatore del Forum Nucleare Italiano. Areva possiede due miniere a Arlit, in Niger, dove impiega 1.600 persone; il Niger è uno dei più grandi esportatori di uranio.

## Organizzazione
All'indomani della creazione di Areva, nel 2001, il gruppo era così organizzato:
- CEA (78,96%)
  - Areva [ex CEA-Industries]
    - Cogema (100%)
    - FCI [filiale ceduta nel novembre 2005] (100%)
    - Framatome ANP (66%)
    - Eramet (26,2%)
    - STMicroelectronics (11,1%, via FT1CI)

Nel 2008, il gruppo Areva comprendeva:
- Cédec (90,14%)
- Compagnie d'Étude et de Recherche pour l'Énergie (CERE) (100%)
- Areva NC (100%)
- Areva NP (66%)
- FT1CI (100%) [holding tra gli azionisti di STMicroelectronics]
- AREVA Insurance et Réinsurance (Areva IR) (100%)
- AREVA T&D Holding (100%)
- Eramet (26,17%)
- Technicatome (Areva TA) (24,89%)

Areva era costituita da alcune principali controllate:
- Areva Mines: si occupa delle miniere dell'industria mineraria;
- Areva NC (ex Cogema): copre l'intero ciclo del combustibile nucleare, dall'estrazione allo stoccaggio delle scorie nucleari;
- Areva NP (ex Framatome): sviluppa e costruisce reattori nucleari a fissione (la tedesca Siemens AG deteneva fino ad aprile 2011 il 34% delle azioni di Areva NP, partecipazione poi dismessa in virtù dello scioglimento della joint venture con quest'ultima che aveva dato vita al consorzio CARSIB[12]);
- Areva TA (ex Technicatome): si occupa principalmente della realizzazione di reattori nucleari navali;
- Areva T&D (ex Alstom T&D): si occupa della trasmissione e distribuzione dell'energia elettrica;
- Areva Renouvelables: si occupa di sviluppare le energie rinnovabili;
- Areva Med: si occupa di medicina nucleare;
- Areva Projets: si occupa di ingegneria nucleare.

I principali partner di Areva sono Euriware, STMicroelectronics, Eramet e Safran (di cui detiene il 7,4%).

### Bilancio 2010
Areva S.A. ha chiuso il 2010 con 9.10 miliardi di euro di ricavi, Ebitda negativo per 423 milioni di euro, Ebit negativo per 314 milioni, utili per 883 milioni grazie alla cessione ad Alstom e Schneider Electric di Areva T&D S.A. per 2.29 miliardi di euro, ottenendo una plusvalenza di 1.27 miliardi. Indebitamento consolidato ridotto a 3,7 miliardi ed ordini per 44 miliardi di euro.